# 床边血糖检测
床边血糖检测 (又稱即时血糖检测)，实质是将用于自我血糖监测（SMBG）的设备和方法应用到院内床边。是一種測量血糖水平的方法。
POCT测量血糖的便于及时诊断，可用于紧急情况。在急诊室、急救车等众多条件有限、但仍然需要迅速得出检测结果的场景運用。但是其也可能受到血球压积异常、多种干扰物质、操作误差以及血糖试纸本身生产精确度产生的误差所带来的影响。一些较为先进的血糖检测系统采用了定标质控系统，从而促进了精确度的提升。

## 优势
相比传统检测流程，即通过检验科的生化检测，床边检测工具可提供即时的检测，使得结果可以平均提早20～45分钟到达医生手中。

## 与生化的对比
床边检测仪器受到血积、操作误差和试纸误差的影响，与生化检测结果对比，一般存在12%左右的误差。